# Український союз хліборобів-державників
Украї́нський сою́з хліборо́бів-держа́вників (УСХД) — союз, створений як об'єднання українських монархістів заходами В'ячеслава Липинського і Сергія Шемета у Відні (1920), а також з участю Дмитра Дорошенка, Миколи Кочубея, Адама Монтрезора, Людвіга Сідлецького й Олександра Скорописа-Йолтуховського.

## Ідеологія
В'ячеслав Липинський — заснував консервативну школу в українській політології. Походження його певною мірою спонукало до обґрунтування ідеї активної участі української шляхти в політичному та національному відродженні української держави. До революції 1917 року в його творчості ще проглядаються тенденції, близькі до народництва. Однак навіть тоді й пізніше Липинський як представник своєї верстви перебував на консервативних позиціях. Після 1917 року він не приєднався до Центральної Ради, натомість активно підтримав Гетьмана Павла Скоропадського, оскільки монархічна ідея була йому ближчою.
Особливістю і позитивним елементом національного консерватизму Липинського була ідея політичної інтеграції як засобу творення незалежної національної держави. Нація для нього — це всі громадяни держави. Націоналізм Липинського зводиться до того, що українці відрізняються від інших народів лише своєю політичною інтеграцією. Інтегровані на ґрунті етнокультури і національної самосвідомості, вони повинні згуртовувати всі народи в одне ціле. Поряд з цим важливою складовою його національного консерватизму можна вважати ставлення до ідеології, яку він виводить із народних традицій та звичаїв, зокрема з державного досвіду гетьмансько-козацьких часів, високої етичної культури хліборобської спільноти, вважаючи її рушійною силою національного відродження України.
Суттєвим внеском Липинського у політичну науку є його типологія та аналіз форм державного устрою. За його схемою, існують три основні типи державного устрою:
- «демократія»
- «охлократія»
- «класократія»

Найприйнятнішою для України Липинський вважає «клясократію» — форму державного устрою, яка відзначається рівновагою між владою і свободою, між силами консерватизму і прогресу. В основу такого устрою повинна бути покладена правова, "законом обмежена і законом обмежуюча" конституційна монархія. На чолі держави має бути монарх (гетьман), влада якого передається в спадок і є легітимною.
«Ідея Українського Гетьманства – це ідея нового монархізму і нового аристократизму.. Ми не хочемо повороту помершого монархічного ладу, ані відродження монархії в її минулих, виродившихся формах… Гетьманство – це символ єдности Української Нації і сили Української Держави, персоніфікований в особі традиційного, національного, дідичного Гетьмана. Воно стоїть понад всіми кастами, партіями, клясами, і до нікого в нації спеціяльно не належить так само, як не може до когось спеціяльно належати і чиїмсь монополем бути само традиційне поняття Української Нації... Гетьманство – це нова форма державного життя нашої Нації, яку ми для синів і нащадків своїх тяжкою працею, жертвами й посвятою ще повинні допіру створити…». «Нема іншого виходу з цієї нашої національної трагедії і цієї нашої споконвічної руїни, як тільки ідеологічне та організаційне відродження українського консерватизму і возстановленний власними силами його точки опори Гетьманства...»

## Історія
Ініціативна група щодо заснування Українського союзу хліборобів-державників складалась з Дмитра Дорошенко, Миколи Кочубей, Сави Крилач (Людвіга Сідлецький), Вячеслава Липинський, Олександра Скоропис-Йолтуховський, Михайла Тимофіїв та Сергія Шемет.

### Діяльність
Після оголошення Союзом «Відозви до українських хліборобів» у травні 1920 вийшла за редакцією В'ячеслава Липинського вийшла перша книга органу УСХД збірка «Хліборобська Україно», у якій він опублікував також свої «Листи до братів-хліборобів», що являли собою виклад гетьманської ідеї і політичної програми (ідеал — класократія із обмеженою монархією).
У грудні 1920 члени Ініціативної групи підписали статут і регламент, які визначали орденський характер УСХД з триступеневим членством: співробітники присяжні (з Радою присяжних), дійсні й однодумці. Очолював Раду присяжних В'ячеслав Липинський, членом Ради з 1921 також гетьман Павло Скоропадський.
З 1922 року УСХД очолиив Павло Скоропадський, ідеолог В'чеслав Липинський. УСХД створює свої відділи у Польщі, Чехії, Німеччині, Югославії та Туреччині.

### Учасники
До складу союзу під час першого установчого з'їзду входили: Іван Леонтович, гетьман Павло Скоропадський, В'ячеслав Липинський, Людвіг Сідлецький; стоять Михайло Тимофіїв, Микола Кочубей, Адам Монтрезор, Андрій Білопольський, Михайло Савур-Ципріянович, Ігор Лоський, Володимир Залозецький, Сергій Шемет, Олександр Скоропис-Йолтуховський.

## Розходження
Наприкінці 1930-х відбуваються розходження пов'язані з тим, що В'ячеслав Липинський вважав гетьмана символічною фігурою, яка цей рух представлятиме, але не буде його справжнім лідером. Вчений прагнув перебрати керівництво рухом або персонально, або через людину, якій би він довіряв. Проте Павла Скоропадського не задовольняла роль представницького голови і він здійснював самостійні політичні кроки, які стали протиріччям до поглядів В'ячеслава Липинського. Натомість, В'ячеслав Липинський пояснював причину конфлікту у тому, що гетьман робив окремі політичні кроки які суперечили політичної принциповості та ідейній чистоті гетьманського руху. Поштовхом для цього стала «будапештська справа», пов'язана з тим, що гетьман відрікся від прав України на Закарпаття. У листі до відомого львівського адвоката Роман Метика Липинський зауважує:
| Панове Скоропадщики в Скоропадщину, на жаль, повернули гетьманську ідею, подібно як ідею самостійної республіки повернуто людьми того самого типу в Петлюрівщину. |
У відповідь оточення Скоропадського звинуватило Липинського в амбіційності та диктаторстві. Після того В'ячеслав Липинський зближується з Василем Вишиваним.
У висліді розходжень з берлінським гетьманським центром В'ячеслав Липинський проголосив у вересні 1930 ліквідацію УСХД і заснував Братство українських класократів-монархістів, гетьманців, яке діяло недовгий час.
Більшість активних гетьманців не погодилася з рішенням Липинського, і по його смерті (1931) Рада присяжних відновила діяльність під головуванням Йосипа Мельника. Формально УСХД ліквідовано (без участі Павла Скоропадського) на засіданні Ради присяжних у Варшаві 1 липня 1937. Замість УСХД гетьманський центр оформив у вересні 1937 Союз гетьманців-державників (УСГД).

## Статут та регламент
I.
Українська Нація не може істнувати без своєї власної, незалежної і суверенної Держави. А без істнування Української Нації не може бути організованого громадського життя, ладу і спокою на Українській землі.
Тому Український Союз Хліборобів Державників ставить своїм завданням організацію тих сил, що хочуть збудувати незалежну і суверенну Українську Державу на всіх землях, заселених українською етнографічною масою.
II.
Будова Української Держави накладає на всіх, хто цій будові віддає свою працю, відповідальність не тільки перед теперішніми, але і перед будучими поколіннями Української Нації, що житимуть на Українській Землі.
Тому УС.Х.Д. ставить своїм завданням:
а)	оперти українську державно-творчу політичну працю виключно на власних сталих силах Української Нації, а не на випадковій і змінливій чужій сторонній допомозі;
б)	утворити таку форму Держави, яка була-б вища від дотеперішніх форм державносте на Україні, більше відповідала потребам Української Нації і тому могла-б забезпечити Українській Державі не ефемерне, а трівке істнування на цілий ряд поколінь.
III.
Вища і трівка форма державности на Україні зможе бути збудована власними силами Української Нації тільки тоді, коли вона вповні відповідатиме не тимчасовим, випадковим або фіктивним, а виробленим історією традиційним, природнім і сталим взаємовідносинам внутрі тієї людської громади, що живе на Українській Землі.
Тому УС.Х. Д. хоче утворити таку форму Держави:
а)	яка-б спіралась на природні і сталі угруповання людей внутрі Нації: - на матеріяльно продуктивні, трудові класи;
б)	яка-б забезпечувала кожному класові максімум його культурного і економічного розвитку і Гарантувала кожному класові участь в правлінню Державою, пропорціональну до степени його розвитку і таку, що відповідала-б кождочасо-вим, все змінливим взаємовідносинам сил між поодинокими класами;
в)	яка-б давала право якнайширшого самоврядування поодиноким українським Землям, розмежованим на підставі природніх, історичних, економічних та ґеографічних умов.
IV.
Вища і трівка форма державности оперта на сталій і природній силі автономних класів і автономних Земель, може бути збудована при умові: а) самоорганізації кожного класу і кожної Землі в один суцільний і здоровий політично-економічний організм; б) при об єднанні всіх класів і всіх Земель сталим і єдиним принціпом національної і державної єдности, персоніфікованим в особі незмінного і невибираного Голови Національної Держави. Такою формою державности єсть Трудова Монархія. Стоючи понад всіма класами і не будучи диктатурою одної партії чи касти, вона заінтересована в тому, щоб забезпечити кожному класові можність самоорганізації і якнайширшого розвитку всіх його продуктивних здібностей. Вона персоніфікує в особі дідичного і незмінного Монарха принцїп національної та державної єдности і сталости національної традиції та зв'язує таким чином цей принціп з поняттям непорушного, єдиного для всіх і поважаного всіми Маєстату Нації і Держави. Тільки одна Трудова Монархія в стані довести до компромісу між класами і Землями во ім'я єдности та спільности Нації і Держави; об'єднати в одну органічну, національну і державну цілість всі поодинокі автономні класи і автономні Землі та своєю сталостю і непорушносте) забезпечити Націю та Державу од періодичних руїн і розкладово-го впливу сторонніх сил.
Тому УС.Х.Д., розпочинаючи державно-творчу працю сам від себе, змагає до самоорганізації свого хліборобського класу з метою:
а)	забезпечити свому класові якнайширший розвиток усіх його продуктивних здібностей і оборону його власних класових потреб та інтересів;
б)	виконати свій національний і державний обов'язок об'єднання всіх українських класів і всіх українських Земель біля особи - проголошеного представниками всіх українських класів під час урочистого признання Трудової Монархії яко форми української державности - єдиного, національного, по-надкласового, непартийного і дідичного Гетьмана, що персоніфікував би своєю особою, яко Монарх Український, принціп теперішньої і традиційної єдности цілої Української Нації і цілої Української Землі і тому носив би титул «Гетьмана Всієї України: Правобічної, Лівобічної, Сіверської, Слобідської, Кубанської, Військ Запорожських і Чорноморських та Великого Князя Київського, Галицького і Володимирського, Подільського, Волинського, Холмського,1 Берестейського, Турово-Пинського, Чернігівського і Всея Малия Руси».
V.
Самоорганізація хліборобського класу на Україні можлива тільки тоді, коли він буде об'єднаний. Коли всі, хто до хліборобського класу орґанічно належить, не будуть з нього на підставі зовнішніх випадкових прикмет виділятись, а з другого боку ті, що стратили свій орґанічний зв'язок з ним, зможуть без перешкод з нього вийти і пристати до того класу, з яким вони більше зв'язані.
Тому УС.Х.Д., маючи на меті самоорганізацію свого хліборобського класу, змагає до об'єднання всіх хліборобських елементів на Україні. Усуваючи всі витворені в минувшині політичні, економічні і національні перегороди між українськими хліборобами і усуваючи установи, які закріпляли цей штучний поділ хліборобського класу або задержували в ньому насильно елементи, що вже од нього одбились - УС.Х.Д. хоче об'єднати в одній класовій хліборобській організації всіх хліборобів на Україні:
а)	як «дворянство», так «козацтво» і «крестянство» - змагаючи до усунення дотеперішніх політичних перегород між українськими хліборобами, шляхом природної селекції найкращих і найздібніщих хліборобських елементів з-посеред цілого хліборобського класу, а не тільки з-посеред самого «дворянства», «козацтва» чи тільки з-посеред самого «крестянства», бо поділ на стани («сословія») повинен бути на Україні скасований;
б)	як великих, так середніх і дрібних хліборобів - змагаючи до усунення доі	і	і теперішніх шкідливих маєткових ріжниць між поодинокими частинами хліборобського класу, шляхом земельної реформи, проведеної на підставі історично витвореної на Україні індивідуальної земельної власности, во ім'я державних інтересів, на місцях, органами самого і цілого хліборобського класу;
в)	як українських (національно свідомих), так помосковлених і спольщених хліборобів - змагаючи до усунення шляхом співпраці на рідній Українській Землі дотеперішніх ріжниць національних, витворених в часах нашої національної Руїни серед єдиного українського хліборобського класу.
VI.
Орґани класової хліборобської організації мусять бути перш за все органами господарчими, які організують і захищають економічну продукцію цілого класу і які здобувають собі вплив на адміністративне і політичне життя Держави, відповідно до свого значіння і свого становища внутрі самого хліборобського класу.
Тому У.С.Х.Д. змагає до того, щоб органами класової хліборобської організації стали Хліборобські Ради - сельські, волосні, повітові, земельні - здатні перейняти на себе функцію організації економічного життя і оборони інтересів цілого об'єднаного хліборобського класу та здатні виконувати функції державні: адміністративні і політичні, спільно з анальоґічними класовими органами инших не хліборобських класів.
VII.
При сучаснім розбиттю і роз'єднанню українського хліборобського класу його об'єднання і організація в своїх власнихХліборобських Радах можливі тільки тоді, коли наш клас виділить зо всіх своїх теперішніх роз'єднаних частин найбільше активні елементи, які, самі об'єднавшись, зорганізувавшись і якнайпильніще виконуючи свої національно-державні і класові обов'язки, здобудуть собі серед цілого свого класу авторітет, необхідний для його організації і об'єднання.
Тому УС.Х.Д. першою метою своєї політичної діяльности ставить об'єднання і	і тих елементів зо всіх частин хліборобського класу, що бажають відповідальної громадської праці в таких формах організації, які-би допомогали розвиткові організаторських і громадсько-творчих здібностей своїх членів і які-б дали їм змогу, спільно і організовано виконати якнайкраще свої обов'язки супроти свого класу, своєї Землі, своєї Нації і своєї Держави, відповідно до прийнятих свідомо основ цього статута..
VIII.
Організація, яка-б змогла допомогти розвиткові організаторських і громадсько-творчих здібностей своїх членів і яка-б змогла спільно та зорганізовано виконати якнайкраще свої обв'язки супроти свого Класу, своєї Землі, своєї Нації і своєї Держави - не може спіратись на принціпах демагогічної партийности, безвідповідальности розбивання і роз'єднування, а мусить поставити себе в такі умови, які-б природно сприяли зростові її внутрішньої сили та органічної ед-ности, почуття відповідальносте і дисциплінованосте її членів.
Тому УС.Х. Д. уважає потрібним берегти між членами своєї організації при-родню єдність їхніх спільних економічних інтересів і єдність спільної хліборобської традиції та спільної хліборобської культури. І тому в своїм Реґляменті він відкидає принціпи партийности, голосування, виборів і т. д., бо це веде внутрі самої організації до розвитку карієризму, демаґоґії, безвідповідальности, само-поборювання, саморозєднування і самоослаблювання. Натомість УС.Х.Д. будує свою організацію на підставах селекції, стажу, добору, солідарности і дисципліни, при яких більше відповідальні члени організації, працюючи солідарно, наділяють членськими правами і збільшують права инших, менше відповідальних членів, приймаючи на увагу їх громадські прикмети і заслуги, покладені для справи цілої організації.
РЕҐЛЯМЕНТ.
І.
Мета і завдання У.С.Х.Д.
§ 1. УС.Х.Д. ставить своєю метою переведення в життя основ, окреслених його статутом, і підготовку кадра робітників для організації хліборобського класу на Україні.
§ 2. УС.Х.Д. уважатиме своє завдання виконаним, коли його співробітники складуть в Українській Столиці законну присягу «Гетьману Всієї України і Великому Князю Всея Малия Руси», яко дідичному Голові Незалежної і Суверенної Української Держави, проголошеному Гетьманом представниками всіх українських класів під час урочистого признання Трудової Монархії яко форми української державности
II
Співробітники У.С.Х.Д.
§ 1.Члени УС.Х.Д. носять назву співробітників. Число співробітників УС.Х.Д., не посідаючих власної землі та не зв'язаних персонально з землею хліборобською працею, але посідаючих хліборобську родинну традицію та хліборобську культуру, не повинно перевищати четвертини всієї кількости його співробітників.
§ 2. Жінки можуть бути повноправними співробітницями УС.Х.Д., коли вони являються головами родини і керовниками власного хліборобського хозяйства. Дружини, повнолітні доньки і сестри співробітників УС.Х.Д. мають право брати участь в зібраннях і в праці УС.Х.Д. на правах співробітників Однодумців (див. Розд. VII) під відповідальносте) голови родини, який один тільки вважається повноправним і відповідальним співробітником УС.Х. Д.
III.
Степені У.С.Х. Д.
§ 1. У.С.Х. Д. творить одну і неподільну організацію. Права і обов'язки його співробітників пропорціональні до взятої ними на себе відповідальносте і тому УС.Х.Д. має в собі три степені, які звуться:
1.	Співробітники Присяжні (Рада Присяжних),
2.	Співробітники Дійсні,
3.	Співробітники Однодумці.
§ 2. Всі три степені УС.Х.Д. знаходяться між собою у відношенню тісної залежносте і дисципліни. Перехід від одної степені до другої опреділяється:
а)	бажанням співробітника УС.Х.Д. взяти на себе більшу відповідальність;
б)	його здатностю до цієї відповідальносте, моральною вартостю і заслугами, покладеними для цілей організації, про що рішають найбільше відповідальні співробітники організації, тоб-то Рада Присяжних.
IV.
Рада Присяжних.
§ 1. Рада Присяжнихнесе всю відповідальність за всі вчинки УС.Х.Д., стоїть на його чолі і кермує всею його діяльносте).
§ 2. Рада Присяжних складається з членів Ініціятивної Групи УС.Х.Д., що підписали Статут і Реґлямент та склали Заприсяження, і поповнюється безпе-реривно НОВИМИ членами, ЯКІ ВХОДЯТЬ ДО неї З-посеред співробітників ДІЙСНИХ; що вже пройшли певний (окреслений для кожного зокрема Радою Присяжних) стаж, поклали дійсні заслуги для цілей організації і заявили про своє бажання війти в Раду Присяжних.
8 3. Співробітник Дійсний приймається до Ради Присяжних на підставі представлення свого Старшого Товариша (див. Розд. VI, 8 3) і по однодушній постанові всієї Ради. Коли-б по першім представленю кандидатури проти неї висловилось менше четвертини всіх членів Ради, то для докладного вияснення причин незгоди складається Суд з Голови Ради і двох членів по черзі в порядку їхніх номерів, який вислухує закиди і вирішає справу. Неприйняття кандидатури означає продовження стажу.
8 4. Кожний Присяжний по прийняттю до Ради підписує власноручно Статут і Реґлямент і на зібранню Ради складає Заприсяження, власною його рукою написане і підписане в такій формі:
Заприсяження.
Приймаю свідомо Статут і Реґлямент У.С.Х. Д. і кладучи під ними мій власноручний підпис, стверджую цим урочисто, що цей Статут і Реґлямент, у всіх своїх пунктах, вповні відповідають мойому власному духові і моїй власній волі. І в знак мого власного продуманого та непорушного рішення взяти на себе всю відповідальність і всі обов'язки, які несуть супроти Рідної Української Землі, супроти Української Нації та Української Держави, супроти свого хліборобського класу та супроти самих себе Присяжні співробітники У.С.Х.Д., я (ім'я рек), вступаючи до Ради Присяжних, своєю честю і честю попередніх поколінь, що полягли в обороні Рідної Землі і в обороні своєї Незалежної та Суверенної Держави - заприсягаюсь, що:
1)	Буду вірно і до кінця мого життя служити ідеї Української Трудової Монархії, побудованої на співпраці і співдружносте автономних і самозорґанізо-ваних українських класів і українських Земель, об'єднаних в одну Націю і в одну Державу принціпом національної та державної єдносте, персоніфікованої в Особі невибираного і дідичного Гетьмана Всієї України та Великого Князя Всея Малия Руси, бо тільки така форма державности в стані забезпечити незалежність і суверенність Української Держави та оберегти честь, достойність і національні права всіх громадян Української Землі од чужинецьких руйнуючих впливів та від рабської залежносте од чужинців.
2)	Буду проводити цю ідею в життя в рядах організації УС.Х.Д., віддаючи їй всі мої сили та збільшуючи їх почуттям єдносте і братерства, спільної ідеї та спільної праці. Для того буду дисципліновано виконувати всі постанови У.С.Х.Д., поступаючись, коли він того вимагатиме, моїми особистими інтересами. Буду все і скрізь піддержувати і зміцняти його авторитет, ставлячи перш за все суворі вимоги в виконуванню своїх обов'язків до самого себе, а також вимагаючи від инших співробітників якнайпильніщого виконування прийнятих ними на себе обов'язків. Буду працювати над зміцненням нашої внутрішньої єдносте через взаємну пошану, братерську любов, чесні і прості взаємовідносини і піддержування рівности авторитету.
3)	Буду поборювати всякі чужі форми державности на Україні, як не відповідаючі потребі ладу і спокою для моєї Рідної Української Землі, як принижуючі честь і достойність Української Нації; як виховуючі серед нас почуття погорди до самих себе, почуття нашої низчости супроти чужинців та нашої нездатносте до незалежного життя і як під'юджуючі нас до взаємного винищування себе во ім'я інтересів чужих націй і чужих держав; і буду боротись зо всякими внутрішніми руїнницькими течіями, що деморалізують нас систематичним розвалом релігії, моральности, національної самоповаги і національної єдности та, ослаблюючи таким чином нашу внутрішню силу, ведуть нас свідомо або несвідомо під панування чужих націй, чужих інтересів та чужих держав.
4.	Не буду ні тепер, ні до кінця мого життя належати до яких би то не було політичних партій та вживати партийної політики до осягнення моїх персональних цілей і не буду без згоди Ради Присяжних брати участи в яких би то не було тай-них та явних товариствах, братствах і організаціях. І це моє добровільне Заприся-ження, моїм власноручним підписом скріплене, буду мати право замінити тільки Присягою всенародньою, зложеною в Українській Столиці Гетьманові Всієї України і Великому Князю Всея Малия Руси, проголошеному по збудованю суверенної і незалежної Української Держави в формі Української Трудової Монархії.
§ 5. Члени Ради Присяжних не (мають права добровільного виходу з УС.Х.Д. За преступні вчинки член Ради Присяжних може бути виключений після суду постановою Ради при чім його призвище публікується в пресі УС.Х.Д. всі співробітники УС.Х.Д. обов'язані порвати з ним не тільки громадські, але і особисті зносини.
§ 6. Вся Рада Присяжних несе відповідальність за кожного свого члена. Кожний член Ради несе відповідальність за цілу Раду.
§ 7. Всі постанови Ради Присяжних обов'язкові для цілого УС.Х.Д. Вони ухвалюються не більшостю і не голосуванням, а згодою цілої Ради. Коли по якому-небудь питанню нема однодушної згоди, воно, після того, як всі засоби примирення протилежних поглядів вичерпані, вирішується Головою Ради, і це рішення безапеляцийне і обов'язкове для цілої Ради.
8 8. На всіх засіданнях Ради Присяжних обов'язкова присутність всіх членів Ради або особисто або через повні уповноваження, видані неприсутніми членами - членам присутнім. Число уповноважень в руках одного члена не має ніякого впливу на збільшення або зменшення значіння його голосу. Члени присутні мають обов'язок про всі рішення Ради зараз повідомляти своїх довірителів.
8 9. Засідання Ради і ухвалені на них постанови правомочні тільки тоді, коли засідання відбувається в присутносте Голови, або призначеного ним Замістителя.
8 10. Співробітники Присяжні вносять в касу УС.Х.Д. щомісяшну добровільну вкладку.
V.
Голова Ради Присяжних і адміністративні та судові орґани.
8 1. Голова Ради Присяжних настановлюється однодушною постановою Ради.
§ 2. Обов'язок Голови об'єднувати всю працю Ради Присяжних і дбати про її найбільшу продуктивність. Обов'язок всіх членів Ради допомогти Голові якнайкраще виконати свій обов'язок.
§ 3. Голова Ради Присяжних не несе ніяких репрезентативних функцій. Він не президує на засіданнях Ради, які відбуваються в його присутности під головуванням членів Ради по черзі, але він призначає строк, місце і характер (явні чи закриті) засідань Ради, може перервати засідання, коли уважає це потрібним і розрішає своїм голосом протилежности в поглядах між членами Ради згідно з Розд. ІУ-м, § 7-м. Яко Голова на зовні він не виступає, переговорів зі сторонніми яко Голова не веде, паперів яко Голова не підписує і т. д. Вся його праця мусить бути звернена на збільшення внутрішньої єдности і внутрішньої сили УС.Х. Д.
§ 4. В разі недуги чи виїзду Голова Ради Присяжних передає всі свої права і обов'язки одному з членів Ради по свому вибору.
§ 5. Адміністративні і судові орґани: Писарь, Скарбник, Судді, Голови Відділів і т. д. настановляються на засіданнях Ради Присяжних. Строк і спосіб їх урядування окреслюється окремими інструкціями, виробленими Радою Присяжних. Такі інструкції виробляються у всіх випадках, не окреслених точно Ре-ґляментом і мають силу Реґляменту, входячи до нього яко складова частина.
§ 6. Кожному членові Ради можуть бути доручені Радою або Головою Ради окремі функції, за виконання яких він відповідає перед Радою.
VI.
Співробітники Дійсні.
§ 1. Співробітником Дійсним УС.Х. Д. може стати кожний, хто бажає активно працювати для здійснення цілей Союза і хто пройшов певний (окреслений для кожного зокрема Радою Присяжних) стаж яко співробітник Однодумець.
§ 2. Співробітник Однодумець, що бажає бути прийнятим в число співробітників Дійсних, складає про це писану заяву на руки свого Старшого Товариша (співробітника Дійсного, згідно § 2, Розд. VII), який робить про це представлення в Раді Присяжних. Коли це представлення Радою Присяжних приймається, то його Старший Товариш передає свого кандидата під патронат свого Старшого Товариша-Присяжного, який з цього моменту переймає на себе супроти кандидата обов'язки Старшого Товариша.
§ 3. Старший Товариш-Присяжний має обов'язок: познайомити докладно кандидата в співробітники Дійсні з цілями, тактикою і внутрішнім розпорядком У.С.Х.Д.; провірити пильно щирість його бажання працювати в рядах УС.Х.Д.; довідатись від його попереднього Старшого Товариша і провірити самому дані про минулу громадську діяльність і індивідуальні прикмети кандидата. Старший Товариш-Присяжний несе відповідальність за прийняття кандидата в число співробітників Дійсних і по прийняттю відповідає за всю його працю в рядах У.С.Х. Д. до хвилини його вступу в Раду Присяжних, або виходу з Союза.
§ 4. Новий співробітник Дійсний приймається Радою Присяжних на представлення свого Старшого Товариша-Присяжного так само, як нові члени Ради Присяжних, згідно § 3, Розд. IV, і приймаючи на увагу Розділ II цього Реґлямен-ту. По прийняттю в число співробітників Дійсних він має обов'язок прибути на засідання Ради Присяжних і, переказавши з памяти Статут У.С.Х.Д., скласти таку, особисто ним написану і підписану Урочисту Обітницю:
Урочиста Обітниця.
Приймаю свідомо Статут і Реґлямент УС.Х.Д. і стверджую словом своєї чести, що цей Статут і Реґлямент, у всіх своїх пунктах, вповні відповідають мо-йому власному духові і моїй власній волі. І в знак мого власного рішення взяти на себе всю відповідальність і всі обов'язки, які несуть супроти Рідної Української Землі, супроти Української Держави, супроти свого хліборобського класу та супроти самих себе співробітники Дійсні УС.Х.Д., я - ім'я рек - вступаючи в ряди співробітників Дійсних, урочисто обіцяю, що за весь час моєї праці і перебування в УС.Х.Д.:.
1)	Буду вірно служити ідеї Української Трудової Монархії, побудованої на співпраці і співдружности автономних і самозорґанізованих українських класів і українських Земель, об'єднаних в одну Націю і одну Державу принціпом національної єдности, персоніфікованої в Особі невибираного і дідичного Гетьмана
Всієї України і Великого Князя Всея Малия Руси, бо тільки така форма державності! в стані забезпечити незалежність і суверенність Української Держави та оберегти честь, достойність і національні права всіх громадян Української Землі од чужинецьких руйнуючих впливів та від рабської залежности од чужинців.
2)	Буду проводити цю ідею в життя в рядах організації УС.Х.Д., віддаючи їй всі мої сили та збільшуючи їх почуттям єдности та братерства, спільної ідеї та спільної праці. Для того буду дисципліновано виконувати всі постанови УС.Х.Д., ухвалені кермуючою ним Радою Присяжних, поступаючись, коли УС.Х.Д. того вимагатиме, моїми особистими інтересами. Буду все і скрізь піддержувати і зміцняти його авторитет, ставлячи перш за все суворі вимоги в виконуванню своїх обов'язків до самого себе, а також вимагаючи від инших співробітників якнайпильніщого виконування прийнятих ними на себе обов'язків. Буду працювати над зміцненням нашої внутрішньої єдности через взаємну пошану, братерську любов, чесні і прості взаємовідносини і піддержування дисципліни та авторитету.
3)	Буду поборювати всякі чужі форми державности на Україні, як не відповідаючі потребі ладу і спокою для Моєї Рідної Української Землі: як принижуючі честь і достойність Української Нації; як виховуючі серед нас почуття погорди до самих себе, почуття нашої низчости супроти чужинців та нашої нездатности до незалежного життя і як під юджуючі нас до взаємного винищування себе во ім'я інтересів чужих націй і чужих держав. І буду боротись зо всякими внутрішніми руїнницькими течіями, що деморалізують нас систематичним розвалом релігії, моральности, національної самоповаги і національної єдности та, ослаблюючи таким чином нашу внутрішню силу, ведуть нас свідомо або несвідомо під панування чужих націй, чужих інтересів та чужих держав.
4)	Не буду, поки працюватиму і перебуватиму в рядах УС.Х.Д., належати до яких би то не було політичних партій і вживати партийної політики до осягнення моїх особистих цілей і не буду без згоди Ради Присяжних брати участи в яких би то не було тайних та явних товариствах, братствах і організаціях. І цю мою Урочисту Обітницю, моїм власноручним підписом скріплену, буду мати право або замінити добровільним Заприсяженням по прийняттю мене до Ради Присяжних, або анулювати її своєю заявою про вихід з УС.Х.Д.
§ 5. Співробітники Дійсні обов'язані або особисто, або через свого Старшого Товариша брати участь у всіх засіданнях Ради Присяжних, крім тих, які Головою Ради Присяжних будуть оповіщені закритими. Співробітники Дійсні, беручи участь в засіданнях Ради Присяжних, мають рівний голос з Присяжними, можуть бути настановлені на всякі адміністративні і судові уряди Союза, але, не несучи повної і посмертної відповідальносте за діяльність УС.Х.Д., мають право виступати на зовні в усіх справах УС.Х.Д. тільки в порозумінню і спільно зі своїм Старшим Товаришем, або на підставі писаних уповноважень, виданих їм Радою Присяжних.
§ 6. Співробітники Дійсні вносять в касу УС.Х.Д. щомісяшну добровільну вкладку.
VII.
Співробітники Однодумці.
§ 1. Співробітником Однодумцем УС.Х.Д. може бути кожний громадянин і	і України, зв'язаний з хліборобською працею; традицією і культурою, який спочуває цілям Союза і бажає працювати для їх здійснення.
§ 2. Бажаючий бути прийнятим в число співробітників Однодумців складає про це заяву і свій короткий життєпис на руки вибраного ним самим співробітника Дійсного, який з того моменту приймає на себе супроти кандидата обов'язок Старшого Товариша.
§ 3. Старший Товариш має обов'язок, познайомити докладно кандидата з цілями УС.Х.Д., переконатись чи кандидат їх свідомо приймає і пізнати всю минулу громадську діяльність та індивідуальні прикмети кандидата. Старший Товариш несе відповідальність за прийняття кандидата в число співробітників Однодумців УС.Х. Д. і має обов'язок, після прийняття кандидата до УС.Х.Д.держати його в курсі праці і діяльности Союза.
§ 4. Нові співробітники Однодумці приймаються Радою Присяжних на представлення своїх Старших Товаришів так само як і співробітники Дійсні, згідно з § 4-м, Розділу УІ-го цього Реґляменту. По прийняттю доУС.Х.Д. новий співробітник Однодумець складає особисто, або через свого Старшого Товариша таку, власноручно ним написану і підписану Деклярацію:
Деклярація.
Приймаю свідомо Статут і Реґлямент У С.Х.Д. і стверджую оцею моєю Де-клярацією, що цей Статут і Реґлямент у всіх своїх пунктах вповні відповідають мойому власному духові і моїй власній волі.
Обіцюю, що за весь час мого перебування в рядах співробітників Однодумців УС.Х.Д. буду дисципліновано підлягати ухвалам кермуючої ним Ради Присяжних, буду, по моїй змозі, допомагати здійсненню цілей УС.Х.Д., не буду в тім часі належати без відома і згоди Ради Присяжних до яких би то не було політичних партій, і все вищесказане моїм власноручним підписом скріпляю.
§ 5. Співробітники Однодумці мають право на запрошення Ради Присяжних брати участь в її засіданнях з правом дорадчого голосу. Виступати на зовні в імени УС.Х.Д. вони права не мають, крім виняткових випадків по окремій постанові Ради Присяжних, дорученій їм на письмі.
§ 6. Співробітники Однодумці вносять в касу УС.Х.Д. щомісяшну добровільну вкладку.
VIII.
Місцеві Громади У.С.Х. Д.
§ 1. УС.Х.Д. творить одну і неподільну організацію (Розділ III цього Реґляменту). Одначе для улекшення праці члени УС.Х.Д., що живуть в одній місце-вости, можуть об'єднатись в одну Місцеву Громаду УС.Х.Д.
5 2. Коли в якій-небудь місцевости заснувалась Місцева Громада УС.Х.Д., то до неї обов'язково входять всі співробітники УС.Х. Д.; що живуть в даній мі-цевости.
5 3. Для виконування об'єднуючих функцій Рада Присяжних настановляє Наказним Головою Місцевої Громади одного з співробітників Присяжних, або як їх в даній місцевосте нема, то одного з співробітників Дійсних, який має обов'язок піддержувати постійний зв'язок з Радою Присяжних і у відношенню до Місцевої Громади користується тими самими правами і виконує ті самі обов'язки, що Голова Ради Присяжних у відношенню до Ради Присяжних. У відношенню до Ради Присяжних Наказні Голови Місцевих Громад ніякими особливими правами і привілеями не користуються.
Ухвалено на Зборах УС.Х.Д. 16/29 Грудня 1920 року.